# 카를 레너
카를 레너(Karl Renner, 1865년 12월 14일 ~ 1950년 12월 31일)는 오스트리아의 정치인이다. 모라바 운터 타노비츠(Unter Tanowitz)에서 태어나서 빈에서 죽었다. 1918년 오스트리아 제1공화국의 초대 정부를 인솔했기 때문에 공화국의 아버지로 불리며, 1945년에 오스트리아 제2공화국을 설립하는 데도 결정적 역할을 하여 첫 번째 대통령이 되었다. 여기에 근거하여 레너를 국부라 칭하기도 한다.

## 젊은 시절
레너는 영세한 농부의 18번째 아이로 태어났다. 대가족이라 부모의 관심을 많이 받지 못했지만 누나의 적극적인 보살핌을 받았다고 한다. 이후 집안이 파산하여 어려움을 겪었지만 레너의 재능을 알아본 아버지의 도움으로 20살에 김나지움에 입학하게 되었다. 이때 그의 선생님들 중 한 명은 빌헬름 예루살렘이었다. 김나지움 재학 당시에 노동 운동에 관심을 가졌으며 정치 신념에 영향을 주는 협조의 중요성도 배우게 되었다. 1890년에서 1896년까지 그는 빈 대학교에서 법을 공부했으며 오스트리아 사회민주당에 입당했다.
1895년 '자연의 친구들'(Naturfreunde) 기구의 창립 회원 중 한 명이 되었으며 기구의 로고를 만들었다. 정치에 흥미를 느끼게 된 그는 의회에서 사서가 되어 민법, 법제사, 민족 문제 등에 관한 저작을 발표하기도 했다. 레너는 이미 국제 분쟁과 사법 둘 다의 분석에서 새로운 견해를 열어 놓았었다. 그는 의회 사서로서 그가 갈망하던 자리를 잃어버리지 않게 다양한 필명으로 그의 혁신적인 생각을 자기 것이 아닌 것처럼 했었다. 이 시절 레너는 오토 바우어, 막스 아들러, 루돌프 힐퍼딩 등과 함께 오스트로-마르크스주의의 새 조류를 형성했다.

## 정치 경력

### 제2차 세계 대전 이전
1907년 선거에서 레너는 니더외스터라이히주에서 출마해 당선되었다. 이후 소비자협동조합운동에 참가하여 1911년 전국위원장으로 선출돼 노동자를 위한 은행 창설이나 식료 공급 등에 노력하는 한편, 바우어와 함께 잡지 『Kampf』의 편집을 맡았다.
제1차 세계 대전이 일어나자 다른 사회주의자들과 함께 전쟁을 지지했으나 나중에는 바우어에게 설득되어 아들러와 함께 반전 운동을 전개했다. 전후 오스트리아가 나아가야 할 방향으로 도나우 연방을 제창했으나 민족 자결에 따른 독일과의 합병을 주장한 의견에 패배하여 사회민주당의 주류가 우파에서 좌파로 바뀌게 되었다.
1918년 세계 대전에서 패배하자 비독일계 민족들이 독립을 선언하여 오스트리아-헝가리 제국은 붕괴했다. 오스트리아 기독사회당은 정권을 담당할 준비가 되어 있지 않아 제정이 붕괴한 뒤 출범한 공화국의 주도권은 사회민주당이 쥐게 되었고 초대 수상으로 레너가 선출되었다. 레너는 새로운 국가를 위하여 거의 같은 지역에 위치했고 로마 제국의 한 주로서 병합되었던 고대 켈트 왕국 "노리쿰"을 바탕으로 한 독자적인 명칭인 "북방 공화국"(독일어: Norische Republik, 영어: Noric Republic)을 제안했다. 이후 "독일계 오스트리아"를 바이마르 공화국의 일부로 한다는 빈 제헌의회의 결의와 함께 "독일계 오스트리아 공화국"(독일어: Republik Deutsch-Österreich)으로 가결되었다. 심지어 제국이 몰락하기 전에도 레너는 오스트리아를 미래 독일 연합의 일부로 하자고 제의하면서 "오스트리아 병합"이라는 단어를 사용하였다.
하지만 이 국명은 다음해 연합국과 강화 조약을 맺으면서 독일과의 합병 금지를 강요당하면서 좌절되었다. 외무장관이던 바우어는 여기에 강력히 반대하며 사표를 던졌지만 도나우 연방 구상을 부활시킬 수 있다는 기대 때문에 레너는 불만을 가지면서도 이를 받아들였다.
내정에 있어선 노동과 복지 분야의 입법을 충실히 시행했으며 기사당과 연립 정권을 협조적으로 운영하기 위해 노력했다. 1920년에는 신헌법을 제정하여 의회민주주의를 확립했다.
하지만 당내에서 급속히 지도적 지위를 확립한 바우어와 그를 추종하는 좌파 세력과의 의견 대립이 잇따랐다. 바우어는 사회주의가 역사의 필연이자 최종적 형태라며 사회주의 혁명의 필요성을 강조했다. 하지만 레너는 사회주의자임에도 자본주의의 사회화를 주장하고 민주주의를 긍정하고 독재에 반대하는 등 우파적 요소가 강했다. 레너는 바우어와의 의견 대립을 극복하고자 노력했으나 끝내 실패하게 된다.
사민당의 내분은 기사당을 중심으로 한 보수파에게도 사회주의 혁명에 대한 두려움을 불러일으켰다. 이후 1920년 10월 선거에서 기사당이 사민당을 누르고 원내 1당으로 등극하자 바우어는 부르주아 공화국이 도래했다고 선언하고 사회주의자와 노동자가 책임을 질 필요가 없다하여 스스로 하야했다. 하지만 레너는 여전히 소수파였으며 이후 기사당에서도 교조적 가톨릭주의자인 이그나츠 자이펠이 당권을 잡고 지방에선 보국단이 결성되는 등 1920년 이후의 오스트리아는 좌우 양파의 극한 대결에 휘말리게 된다.
미국발 대공황의 혼란이 오스트리아를 덮친 가운데 1930년에 치러진 총선에서 사민당은 원내 1당의 지위를 회복했다. 다음 해에 레너는 국민의회 의장으로 취임했다. 하지만 두 정당의 대립, 보국단의 의회 진출 등으로 의회 운영은 굉장히 혼란스러웠다. 이를 극복하고자 자이펠은 사민당에게 연정을 제안했고 레너도 긍정적이었으나 바우어는 오히려 혁명이 다가왔다고 여겨 이를 거절했다. 1933년 3월 실의에 빠진 레너는 의장직을 사임했고 기사당 출신 수상인 엥겔베르트 돌푸스는 의회의 기능을 정지시켜 버렸다.
보국단은 이를 기회로 여겨 사민당의 전복을 계획했고 사민당 역시 레너의 반대에도 불구하고 무력 투쟁을 결의했다. 1934년 2월 정부와 사민당은 내전 상태에 돌입했고 패배한 사민당은 강제로 해체되었다. 바우어는 체코슬로바키아로 망명을 떠났으며, 레너는 100일 간 투옥당하게 되었다. 석방 이후 레너는 은거했고 이후 오스트리아는 오스트로파시즘이 횡행한 가운데 나치 독일에 합병됐다.
레너는 나치의 정치 노선을 비판하면서도 독일과의 합병을 용인하는 견해를 발표했다. 레너의 주장은 기존 사민당의 공식 견해와 일치했으나 나치의 통치 하에서 발표가 이루어졌기에 국내외에서 레너에 대한 의심이 커졌다. 따라서 일설에는 레너가 투옥된 사민당원의 석방을 조건으로 합병을 옹호했다는 주장도 있다. 하지만 이후 레너가 주장한 도나우 연방에 반하는 독일의 체코슬로바키아 점령이 있었을 때도 호의적인 반응을 보였기에 자신의 정치적 좌절과 현 상황에 대한 일종의 화풀이가 아니냐는 비판을 받기도 했다. 이 시기 레너의 행동은 이해하기 힘든 측면도 있지만 제2차 세계 대전이 끝날 때까지 지속된 은거 생활은 이후 부활의 열쇠가 된다.

### 제2차 세계 대전 이후

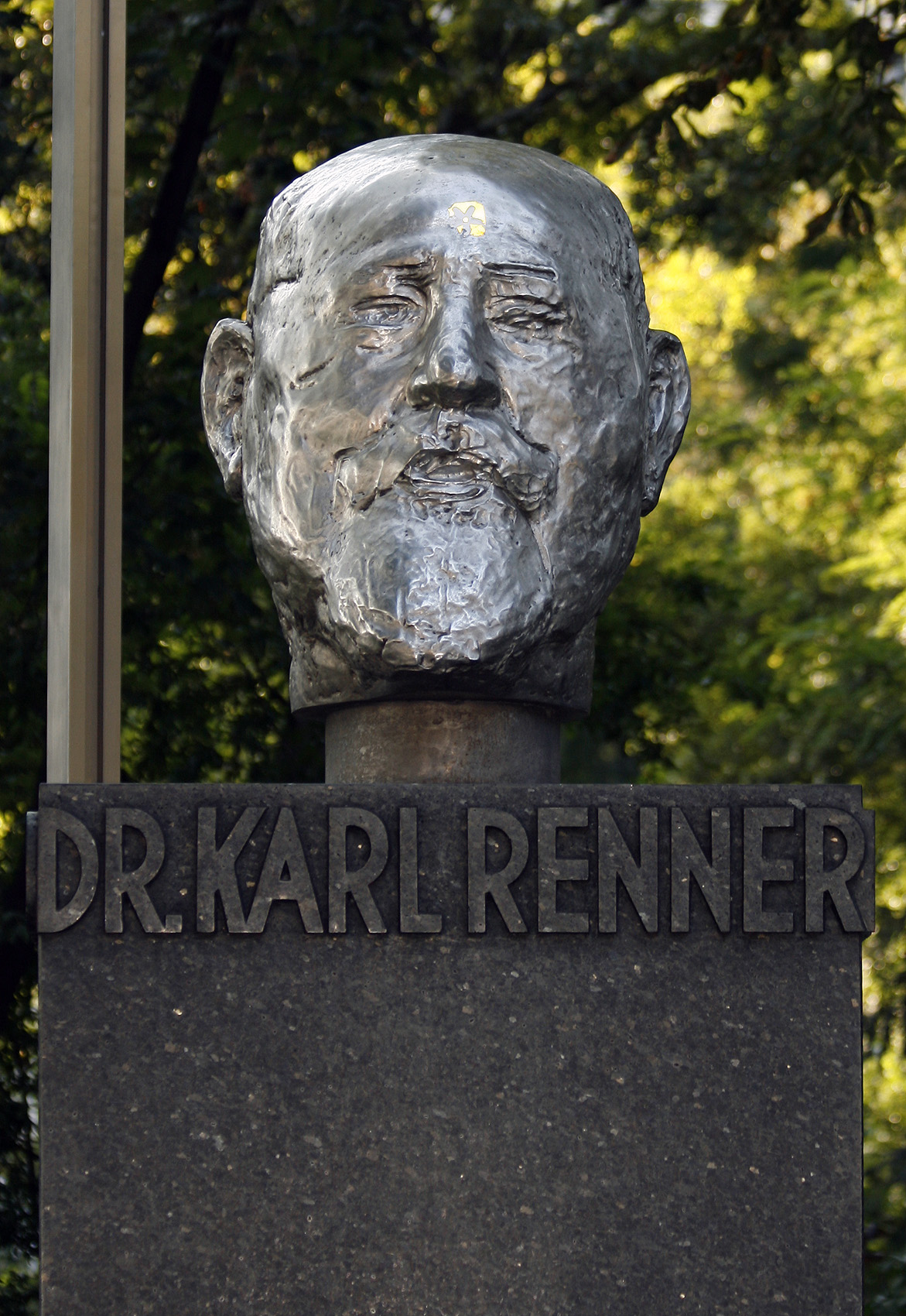
빈 시내에 설치된 레너의 조각상

제2차 세계 대전이 막바지에 이른 1945년 4월 오스트리아는 연합국에 의해 해방되었다. 하지만 독일과 마찬가지로 오스트리아도 수도 빈을 포함한 동부는 소련에 점령되었으며 티롤주, 잘츠부르크주, 오버외스터라이히주는 미국에 점령되었다. 케른텐주와 포어아를베르크주도 각각 영국와 프랑스에 점령되어 분할 점령을 받는 처지가 되었다. 소련군의 통치하에서 거주하던 레너는 소련군의 권유를 받아 새 정권의 수립을 위해 노력하기 시작했다.
레너는 블라디미르 레닌 및 이오시프 스탈린과 사이가 좋지 못했지만 오스트리아의 대표적인 원로 정치인이며 좌파 진영에선 가장 인망있는 지도자였다(라이벌이었던 바우어는 1938년에 죽었다). 따라서 소련 입장에선 본격적인 친소 정권을 수립하기까지 괴뢰 정권의 수반으로 최적화된 인물로 여겨졌다. 하지만 레너는 소련의 속셈을 잘 이해하고 있었고 독일과의 통합이 환상에 불과하다는 것을 알아차린 오스트리아 국민들을 위해 새 정권을 수립하고자 소련을 이용하고자 했다.
빈에 돌아온 레너는 돌프스가 해산하기 직전의 국민의회 의장 자격으로 사민당의 후신인 오스트리아 사회당과 기사당의 후신인 오스트리아 국민당, 그리고 소련의 지원을 받는 오스트리아 공산당의 대표와 회담하여 3당이 모두 참여한 연립 정권을 수립하고자 했다. 4월 27일 레너의 주도 하에 임시 내각이 수립되어 이틀 뒤 돌프스 정권 이전의 헌법의 부활을 바탕으로 한 독립 선언을 했다. 임시 내각은 3당 외에 무당파도 참여하였으며 각 부의 차관은 장관과 다른 파벌로 임명하여 서로 견제할 수 있도록 했다.
하지만 미국, 영국, 프랑스 등 서방 3개국은 레너를 소련의 앞잡이라 여겨 임시 내각을 승인하지 않았다. 한편 공산당은 소련의 지원 하에 사회당에 대해 인민 블록을 형성할 것을 제안했고 사회당 좌파에서는 여기에 동조하는 움직임이 있었다. 국내 행정과 경제 시스템이 마비된 상태에서 미국과 소련의 냉전 징후가 보이자 레너는 어떻게든 돌프스 정권 이전의 오스트리아 정치로 회복하고자 노력했으나 내외에 심각한 난제들이 쌓여 해결이 힘들었다. 하지만 본디 관용적이고 낙천적인 레너의 성격은 이를 필요 이상으로 심각하게 받아들이지 않는 자세를 관철시켰다.
9월 서방 3개국 점령군이 빈에 진주하여 오스트리아를 동서로 분할한다는 소문이 들릴 무렵, 레너는 각 주의 대표를 한 곳에 모아 이후 오스트리아가 나아가야 할 방침을 정하는 회의를 개최할 것을 점령 4개국과 각 주에 제안했다. 레너는 서방 3개국에게는 회의의 성공 여부에 따라 공산당을 배제한 정권의 수립이 가능하다고 주장했다. 한편, 소련에 대해서는 회의가 열리지 않으면 서방 3개국은 더 이상 자신을 신뢰하지 않을 것이며 오스트리아 서부를 대표하는 새로운 지도자를 내세울 것이라고 경고했다. 드디어 9월 24일 빈에서 각 주 대표가 모여 회의가 열렸으며 레너는 의장으로서 의견을 모아 본격적인 정부의 수립을 위한 합의를 얻는 데 성공했다.
10월 24일 서방 3개국은 레너를 오스트리아 전체를 대표하는 지도자로 인정했으며 11월 25일에는 전후 최초의 총선을 치렀다. 미국은 레너가 소련의 앞잡이가 아니란 것을 이해했고 자유 총선을 지원하여 소련의 개입을 막아냈다. 그 결과 국민당이 근소하게 사회당을 누르고 원내 1당이 되었으며 공산당은 예상 이하의 대참패를 당했다. 이는 사회당의 지지 세력이 소련의 약탈 행위와 지나친 배상 요구가 소련에 반감을 불러일으켰기 때문이다. 레너의 후임 수상으로는 국민당의 휘글이 취임했다.
12월 20일 재건된 오스트리아 국민의회는 만장일치로 레너를 초대 대통령으로 선출했다. 이후 레너는 임기가 채 끝나기도 전인 1950년 빈에서 사망했다.

## 참고 문헌
- 야다 도시다카 『오스트리아 현대사의 교훈』 (刀水書房, 1995년 ISBN 4887081723